# Stilton (formaggio)
Lo stilton, detto anche blue stilton in lingua inglese, è un formaggio a pasta dura ed erborinata prodotto nel Regno Unito. Nel 1996 ha ottenuto il riconoscimento Protected Designation of Origin (Denominazione di origine protetta) limitatamente alle contee inglesi di Derby, Leicester e Nottingham. Tuttavia anche nel Cambridgeshire viene prodotto questo tipo di formaggio, che però non può legalmente essere chiamato stilton cheese.

## Storia
È opinione comune che il pioniere del formaggio stilton sia stato Cooper Thornhill, proprietario della locanda Bell Inn sulla great north road, nel villaggio di Stilton della contea di Huntingdon. Secondo la tradizione, nel 1730 Thornhill scoprì un particolare formaggio erborinato durante una visita ad una fattoria nei pressi di Melton Mowbray nella zona rurale della contea di Leicester.
Nel 1936 venne fondata la SCMA, Stilton Cheesmakers' Association, per regolare e proteggere la qualità e l'origine del formaggio, mentre nel 1966 gli venne riconosciuta la certificazione come marchio commerciale, garantendone la protezione legale, unico formaggio britannico ad aver mai ottenuto tale status.

## Preparazione
Alla base del formaggio stilton vi sono il latte pastorizzato di bovina e il penicillium roqueforti. Per poter essere legalmente chiamato "stilton", il formaggio deve rispondere a dei criteri ben definiti dall'ente europeo:
- Deve essere prodotto unicamente nelle tre contee del Derbyshire, Leicestershire e Nottinghamshire;
- Deve essere prodotto utilizzando solo latte bovino locale pastorizzato prima dell'uso;
- Deve avere la classica forma cilindrica. Le forme cilindriche hanno un peso di circa 5 kg e devono maturare per circa 5-6 mesi;
- Deve essere permesso al formaggio di creare la propria crosta in modo naturale. La crosta è bruna, la pasta soda e cremosa;
- Non deve essere pressato;
- Deve avere le caratteristiche venature blu/verdi che si diramano dal centro del formaggio. Il sapore forte e leggermente piccante

## Ricerca sulle potenziali proprietà mediche
Una ricerca del 2005 da parte del British Cheese Board riportò che l'assunzione di circa 20 grammi di formaggio stilton nella mezz'ora precedente al riposo notturno, causasse nel 75% degli uomini e nell'85% delle donne sogni "vividi e reali".